# 봉은사 사자도
봉은사 사자도(奉恩寺 使者圖)는 서울특별시 강남구, 봉은사에 있는 조선시대의 불화이다. 2007년 9월 27일 서울특별시의 문화재자료 제38호 봉은사 영산전 사자도로 지정되었다가, 2009년 6월 4일 현재의 명칭으로 변경되었다.

## 개요
1895년 영산전을 건축하면서 조성한 7폭의 불화 가운데 하나이다. 현재 영산전의 향좌측 벽 끝부분, 나한도 옆에 봉안되어 있다. 화기에 의하면 자선(慈船)을 화주로 하여 금어편수(金魚片手) 상규(尙奎), 창엽(瑲曄), 재겸(在謙), 재협(在冾) 등이 그렸다고 한다. 세로 113.5cm, 가로 83cm의 면본 채색화로 인왕(仁王) 2구와 사자(使者) 2구 만을 간단하게 그린 것이다. 황색의 채운을 배경으로 위쪽에 인왕 1구, 아래쪽에 인왕과 사자 2구를 그렸는데, 인왕은 모두 상반신을 벗은 채로 합장을 한 채 왼쪽을 향하고 있다. 위쪽에 있는 인왕은 머리에 치포관(緇布冠) 같은 것을 쓰고 있으며 입 밖으로 날카로운 송곳니가 솟아있고, 아래쪽 인왕은 머리에 간단한 장식을 두르고 입을 굳게 다문 채 합장하였다. 사자는 머리에 토끼 귀처럼 생긴 양각(兩脚)이 높게 솟은 익선관(翼善冠) 같은 것을 쓰고 갑옷을 입은 채 허리에는 칼을 차고 두 손으로 번을 잡고 있는데, 두 상이 거의 동일한 모습이어서 같은 본을 사용하여 그린 것으로 보인다. 두 사자는 감재사자(監齋使者)와 직부사자(直符使者)인 것으로 생각되는데, 사자들은 말과 함께 서 있는 모습으로 그려지는 것이 보통이지만 여기에서는 인왕과 함께 그려진 점이 특징적이다.
황색의 채운 뒤로 청색의 하늘이 그려져 있으며, 붉은색과 녹색, 흰색, 황색 등이 주로 사용되었는데, 도식적인 채운(彩雲)의 표현에 비하여 인물의 표현은 섬세하면서도 세필에 의한 묘사가 돋보여 대조를 이룬다.
화기
使者幀一𨋀奉安于廣州修道山奉恩寺 緣化所 幹事泰文 誦呪瀛珠 持殿泰還 金魚片手尙奎 比丘瑲曄 比丘在謙 比丘在冾 茶甬昌協 供司相讚 別供昌冾 鍾頭比丘一雨 都監法能 化主慈船 施主秩 坤命乙酉生李氏 亡父甲子生李氏 亡家夫壬辰李氏 亡子乙丑生道奉

이 불화는 1895년 영산전의 영산회상도, 16나한도 등과 함께 조성되었는데, 1892년 남양주 흥국사 영산전 사자도와 유사한 형식을 보여준다. 채운 등에 부분적으로 도식화된 표현기법이 보이긴 하지만 현재 많이 남아있지 않은 사자도의 한 형식으로서 가치가 있으므로 서울시 문화재자료로 지정한다.

## 참고 자료
- 봉은사 사자도 - 국가유산청 국가유산포털